# Petro Bewsa

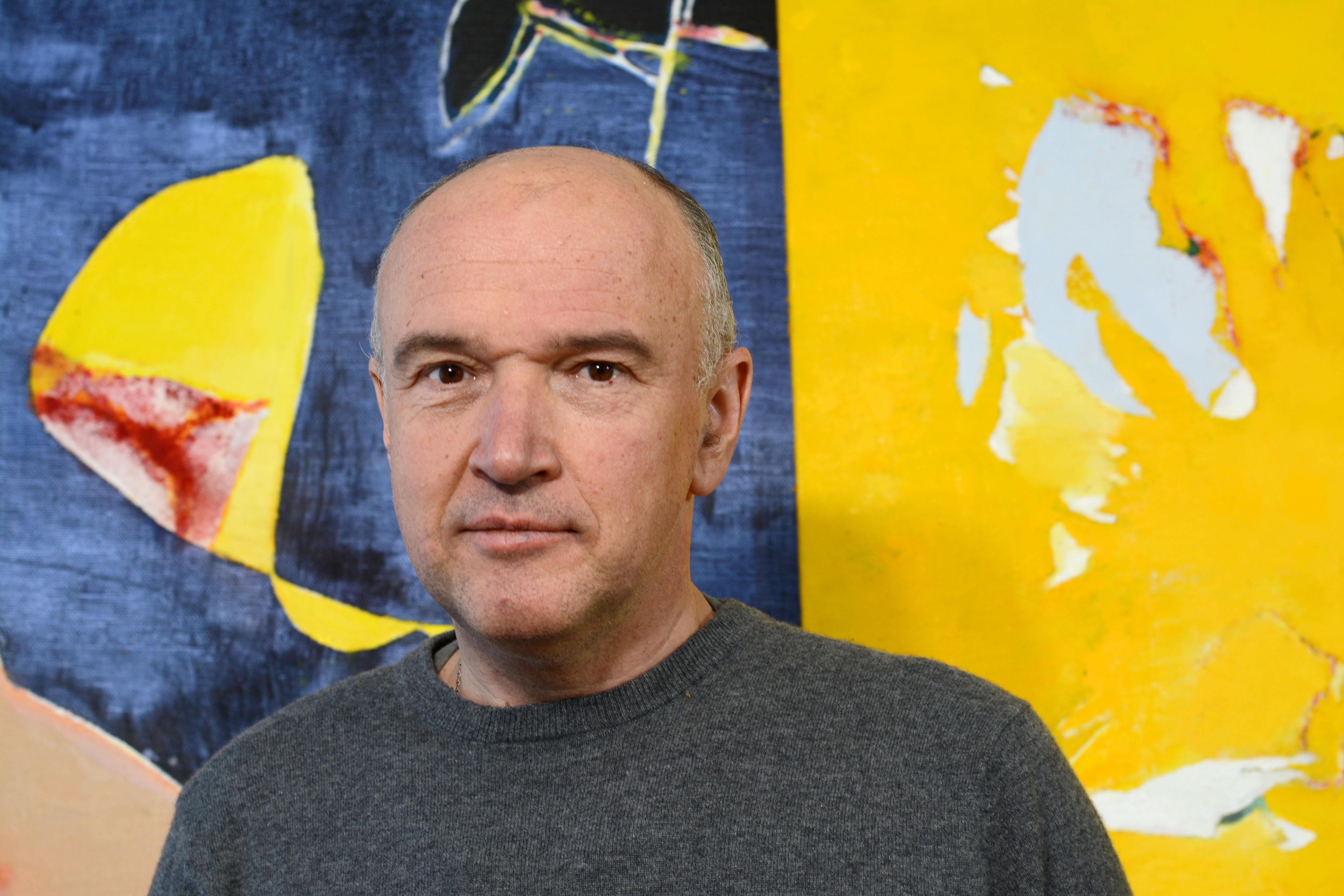
Petro Bewsa, 2018

Petro Oleksandrowytsch Bewsa (ukrainisch Петро Олександрович Бе́вза; * 1. Januar 1963 in Schpytky, Oblast Kiew) ist ein ukrainischer Maler.

## Leben
Von 1977 bis 1979 besuchte Petro Bewsa ein von Borys Pjanida geleitetes Kunstatelier am Kiewer Kunstinstitut. Er lernte Anatolij Basylewytsch kennen und studierte unter seiner Anleitung. Im Jahr 1985 schloss er sein Studium am Kiewer Kunstinstitut ab. Seit 1990 ist Bewsa Mitglied der Nationalen Union der Künstler der Ukraine.
Der Stil seiner Bilder wird von Kunsthistorikern als Post-Avantgardismus und vom Autor selbst als Neoexpressionismus bezeichnet.
Petro Bewsa wurde mit zahlreichen internationalen Preisen ausgezeichnet, seine Werke werden in Europa, Nordamerika und den Vereinigten Arabischen Emiraten ausgestellt.

## Ausstellungen (Auswahl)
- 2022: Art Armor (Lwiw, Ukraine)[3]
- 2021: Semantytschnyj raj. Abetka. Nationales Museum Taras Schewtschenko (Kyiw, Ukraine)
- 2019: To Light. Nationales Museum Taras Schewtschenko (Kyiw, Ukraine)
- 2018:  Petro Bevza Penetration Karas Gallery (Kyjiw, Ukraine)
- 2017:  Petro Bevza Jordan Nationales Museum der ukrainischen dekorativen Volkskunst (Kyjiw, Ukraine)
- 2017:  Petro Bevza Jordan. The Ukrainian Institute of America (New York, USA)[4][5]
- 2017:  Petro Bevza. Anthology. Art-Cafedra Gallery (Luzk, Ukraine)
- 2016: Theodosics In project „Аll began with clay“. Kultur- und Museumskomplex Mystezkyj Arsenal (Kyjiw, Ukraine)